# Comuna de Wołomin
Wołomin (polaco: Gmina Wołomin) é uma gminy (comuna) na Polónia, na voivodia de Mazóvia e no condado de Wołomiński. A sede do condado é a cidade de Wołomin.
De acordo com os censos de 2004, a comuna tem 49 688 habitantes, com uma densidade 823,3 hab/km².

## Área
Estende-se por uma área de 59,52 km², incluindo:
- área agricola: 60%
- área florestal: 16%

## Demografia
Dados de 30 de Junho 2004:
|                      | Total   | Total | Mulheres | Mulheres | Homens  | Homens |
| -------------------- | ------- | ----- | -------- | -------- | ------- | ------ |
|                      | pessoas | %     | pessoas  | %        | pessoas | %      |
| População            | 49 000  | 100   | 25 662   | 52,4     | 23 338  | 47,6   |
| Densidade (pop./km²) | 823,3   | 100   | 431,1    | 431,1    | 392,1   | 392,1  |

De acordo com dados de 2002, o rendimento médio per capita ascendia a 1202,26 zł.

## Comunas vizinhas
- Klembów, Kobyłka, Poświętne, Radzymin, Zielonka